# Inocenc XIII.
Inocenc XIII., rodným jménem Michelangelo dei Conti (13. květen 1655 Poli – 7. březen 1724 Řím) byl 244. papež katolické církve (1721–1724).

## Život
Michelangelo dei Conti pocházel z řad vysoké italské šlechty. V letech 1696–1710 byl papežským nunciem v Portugalsku, kde se zformoval jeho vysoce nepříznivý náhled na jezuity. V roce 1706 jej papež Klement XI. jmenoval kardinálem. V roce 1721 pak byl zvolen jeho nástupcem.
V rámci mezinárodní politiky podporoval, podobně jako jeho předchůdce, stuartovského uchazeče Jamese Stuarta o britský trůn.
Ve vnitrocírkevní politice je asi nejvýznamnější jeho konflikt s jezuity, kteří v Číně bez jeho svolení upravili bohoslužebný ritus. Spor vygradoval v nařízení, že řád nesmí přijímat nové členy. Tento fakt povzbudil francouzské biskupy k sepsání petice, v níž ho žádali o odvolání papežské buly Unigenitus, která odsuzovala jansenismus. Tato žádost však byla rázně zamítnuta.
31. května 1721 blahoslavil Jana Nepomuckého.